# Авалиани, Ной Иванович
Ной Иванович Авалиани (13 февраля 1922 — 21 февраля 2010) — советский артист балета и кино, балетмейстер, театральный режиссёр.

## Биография
Родился 13 февраля 1922 года. По отцовской линии — родом из Сванетии, княжеского рода. Закончил Московское хореографическое училище, а в 1957 году — балетмейстерский факультет ГИТИСа (курс Л. М. Лавровского).
В 1940—1963 годах был солистом балета Большого театра. Позже работал балетмейстером и режиссёром по пластике в московских театрах, в частности — в театре на Таганке.
Скончался 21 февраля 2010 года в Москве, похоронен на Введенском кладбище (4 уч.).

## Работы в театре

### Артист балета
- «Аистенок» В. Кулакова и Э. Рогова — Пёс (выпускной спектакль Московского хореографического училища).

#### Большой театр
- 1942 — «Алые паруса» А. Юровского — восточный танец (Большой театр в эвакуации, Куйбышев)
- «Лауренсия» А. Крейна — отец Хасинты
- «Мирандолина» С. Василенко — слуга кавалера

### Балетмейстер
- 1965 — «Десять дней, которые потрясли мир» Д. Рида (Московский театр драмы и комедии на Таганке).
- 1966 — «Жизнь Галилея» Б. Брехта (Московский театр драмы и комедии на Таганке).
- 1966 — «Сказки Пушкина» по А. Пушкину (Центральный детский театр).
- 1972 — «Мсье де Пурсоньяк» по Ж.-Б. Молеру (Московский драматический театр им. К. С. Станиславского).
- 1976 — «Мораль пани Дульской» Г. Запольской (Московский драматический театр имени А. С. Пушкина).

## Фильмография

### Актёр
1. 1944 — Иван Грозный — опричник (нет в титрах)
2. 1957 — Поединок — поручик Бек-Агамалов
3. 1966 — Кавказская пленница, или Новые приключения Шурика — работник гостиницы с тостом о птичке
4. 1968 — Времена года (новелла «Четвёртый папа») — клиент парикмахерской
5. 1974 — Хождение по мукам (6-я серия «Телегин») — Пикколомини
6. 1978 — Когда я стану великаном — актер в черном (в титрах не указан)
7. 1979 — Фитиль (№ 208, новелла «Безусловный рефлекс») — посетитель ресторана («Хочу харчо!»)

### Балетмейстер
- 1978 — Когда я стану великаном
- 1978 — Недопёсок Наполеон III

## Награды
- Медаль «За трудовое отличие» (27 мая 1951 года) — за выдающиеся заслуги в развитии советского музыкально-театрального искусства и в связи с 175-летием со дня основания Государственного ордена Ленина Академического Большого театра СССР[2].